# Archieparchia Tyru (maronicka)
Archieparchia tyryjska (łac. Archieparchia Tyrensis Maronitarum)  – archieparchia Kościoła maronickiego z siedzibą w Tyrze, obejmująca swoim zasięgiem południowy obszar Libanu.

## Historia
Początkowo Tyr wchodził w skład eparchii sydońskiej. Na synodzie w 1736 r. utworzono eparchię sydońsko-tyryjską. Od 1819 do 1837 r. diecezja Sydonu i Tyru, była siedzibą maronickiego patriarchy. W 1838 r. eparchia tyryjska stała się odrębną diecezją. W 1965 r. została podniesiona do rangi archidiecezji, a w 1996 r. z jej terytorium wydzielono archieparchię Hajfy i Ziemi Świętej. 

## Ordynariusze
- Ignacy (1736 – 1746)
- Michael Fadel (1762 – 1786, następnie kolejno: biskup bejrucki i maronicki patriarcha Antiochii)
  - Simone Zevain (wspomniany w 1823 jako wikariusz patriarszy z tytułem biskupa Tyru
  - Abdallah Bostani (Elbostari) (15 sierpnia 1819 – 1837 lub 1838, jako wikariusz patriarszy z tytułem biskupa Sydonu
- Abdallah Bostani (Elbostari) (1837 lub 1838 – 1866)
- Pierre Bostani (5 października 1866 – 15 listopada 1899)
- Paul Basbous (25 września 1900 – ?)
- Checrallah Khouri CML (31 stycznia 1906 – 11 lutego 1934)
- Boulos Meouchi (19 kwietnia 1934 – 25 maja 1955, następnie maronicki patriarcha Antiochii)
- Michael Doumith (21 kwietnia 1956 – 11 grudnia 1959, następnie biskup Sarby)
- Joseph Khoury (11 grudnia 1959 – 5 lutego 1992)
- Maroun Khoury Sader (1 czerwca 1992 – 25 września 2003)
- Chucrallah-Nabil El-Hage (25 września 2003 – 1 listopada 2020)
- Szarbel Abdallah (od 1 listopada 2020)